# Applaudissements (film)
Pour les articles homonymes, voir Applaudissements (homonymie).
Pour plus de détails, voir Fiche technique et Distribution.
Applaudissements (Χειροκροτήματα (Chirokrotimata)) est un film grec réalisé par Yórgos Tzavéllas et sorti en 1944.
Premier film de Tzavéllas et de la future vedette masculine Giórgos Foúndas, Applaudissements est souvent comparé aux Feux de la rampe (de 1952).
Il est aussi le chant du cygne de l'acteur principal Attik, auteur-compositeur et interprète au music-hall, qui se suicida quelques jours après la fin du tournage.
Applaudissements est intégralement tourné en studios et montre une des caractéristiques principales du style de son réalisateur : sa parfaite gestion des espaces intérieurs, dès son premier film. Tzavéllas démontre sa maîtrise de l'éclairage, de l'espace et de la photographie. Ses scènes fourmillent de détails multipliant les lectures de textes et sous-textes. La lecture de l'image par le spectateur est sans cesse interrompue par des détails signifiants. La narration se fait donc à deux niveaux : celui de l'action et celui de l'image.

## Synopsis
Alfa (Attik), vieille gloire du music-hall, est amoureux de la jeune Nova dont il essaye de faire une star. Lorsqu'il découvre qu'elle est amoureuse d'un de ses musiciens, il la chasse. Il sombre dans l'alcoolisme et la déchéance tandis que Nova devient une vedette. Un jour, il assiste du troisième balcon à une représentation de Nora. Celle-ci le reconnaît et l'invite à la rejoindre sur scène pour le faire ovationner par le public. Son cœur ne résiste pas à l'hommage et il meurt dans les coulisses.

## Fiche technique
- Titre : Applaudissements
- Titre original : Χειροκροτήματα (Chirokrotimata)
- Réalisation : Yórgos Tzavéllas
- Scénario : Yórgos Tzavéllas
- Société de production : Novak Film et Orion Ltd
- Directeur de la photographie : Iasson Novak
- Montage :
- Direction artistique : K. Koulikof et A. Kouzounis
- Costumes :
- Musique : Attik (Kléon Tryantafyllou)
- Pays d'origine : Grèce
- Genre : drame
- Format  : noir et blanc
- Durée : 80 minutes
- Date de sortie : 1944

## Distribution
- Attik (Kléon Tryantafyllou)
- Ginette Lacage
- Dimitris Horn
- Nikos Vlachopoulos
- Jenny Stavropoulou
- Giórgos Foúndas
- Alékos Alexandrákis